# 1,1,3-三氯丙酮
1,1,3-三氯丙酮是一种有机化合物，化学式为CH2ClCOCHCl2，常温常压下为无色至微红色液体，可由氯丙酮的氯化反应制得（反应的主产物是1,1,1-三氯丙酮），也可由丙酮氯化制得。